# Onofre d'Alentorn i d'Oms
Onofre d'Alentorn i d'Oms (s. XVI - v. 1606?) era un noble de les terres de ponent famós per la seva participació en les bandositats d'aquell temps. Senyor de Seró, Donzell, Rialb i Puigverd de Sió. Eren fills seus el que fou president de la Generalitat Onofre d'Alentorn i de Botella i el també bandoler i diputat militar Alexandre. Va desheretar el seu fill gran, de nom Jeroni, per haver servit als exèrcits reials a Flandes.

## Biografia
El 1569 participava en les negociacions per l'apaivagament de la quadrilla de Montserrat Poch i poc després va obtenir un perdó particular a canvi de servir el rei a les guerres d'Itàlia durant uns anys. Als inicis de la dècada del 1580 tornava a estar implicat en les bandositats lleidatanes entre merlesos i montgais, i a finals estava de part del seu familiar Francesc de Gilabert i d'Alentorn, enemistat amb els germans Desvalls de Lleida. A la dècada del 1590 estava enfrontat amb la vila reial d'Agramunt, ja que com a senyor de Puigverd reclamava diverses qüestions sobre les aigües. També en aquell moment el bisbe d'Urgell es queixava que li robava els delmes a Seró.
A Barcelona va revitalitzar la confraria de Sant Jordi tot participant dels seus tornejos almenys des del 1575.

## Activitat política
Malgrat la seva activitat bandolera, Onofre d'Alentorn va tenir també un rol polític molt important a la Catalunya de la segona meitat del segle xvi. El 1564 participava agitadament a les corts catalanes de Montsó - Barcelona oposant-se a les intencions reials, i va arribar a ser arrestat per interferir els debats de les sessions. Malgrat aquest fet en finalitzar les corts a finals de març li fou atorgat el privilegi de noblesa. L'estiu del 1569 encapçalava l'ambaixada de nou catalans per exigir explicacions al rei sobre l'arrest dels diputats i oïdors de la Generalitat d'aquell moment (trienni de Francesc Giginta). El 1572 era el líder dels nobles de les terres d'Urgell que s'oposaven a l'impost reial de l'excusat. Al llarg de tots aquests anys va participar molt activament en els afers de la Generalitat assistint a les Juntes de Braços i essent membre de quatre divuitenes.

### Diputat militar de la Generalitat
El seu nom fou insaculat el 1587, i extret per formar part del consistori del trienni de 1593-1596 com a diputat militar de la Diputació del General presidida pel diputat eclesiàstic Miquel d'Agullana. La relació amb aquests, però, fou tempestuosa. Durant la cerimònia d'insaculació del 1594 es va produir la ruptura quan Onofre d'Alentorn va voler imposar el nom del seu fill Alexandre amb el suport dels tres oïdors, i en contra d'Agullana i del diputat reial als quals no va deixar que presentessin un altre nom, tal com la llei els permetia. Aquella situació va comprometre greument la imatge de la institució, fins al punt que a principis del 1596 el Consell de Cent tenia problemes per saber si la seva taula de canvi podia fer efectius els albarans signats només per tres consistorials i amb l'oposició dels altres, ja que la Diputació hi tenia un compte obert.
Malgrat aquesta situació, durant el trienni els tres diputats s'uniren per fer front a les constants intromissions reials i per defensar la causa de l'anterior diputat militar Joan Granollacs.

### Activitat política posterior
Durant la guerra del Rosselló era membre de la junta de defensa catalana (1597-1598). Va presidir diverses ambaixades de la Generalitat molt transcendents. I el 1599 va discutir-se amb el virrei de Catalunya el duc de Feria just el dia abans que comencessin les Corts Catalanes d'aquell any; i encara després juntament amb Gispert de Guimerà liderava diversos diputats per evitar la publicació d'algunes constitucions sorgides llavors. Cal dir que durant aquelles corts fou nomenat "habilitador del braç militar" degut al gran bagatge polític acumulat. El 1602 va organitzar el bloc del braç militar i en fou designat protector fins al 1604, any en què el succeí el seu propi fill Alexandre.